# Parabellum MG 14
A Parabellum MG 14 foi uma metralhadora da Primeira Guerra Mundial calibre 7,92 Mauser construída pela "Deutsche Waffen und Munitionsfabriken". 

## Histórico
A Parabellum MG 14 foi um redesenho do sistema da metralhadora "Maschinengewehr 08" (ela própria uma adaptação da metralhadora Maxim) destinada ao uso em aeronaves e zepelins. Ela usava uma ação de alternância que quebrava para cima e não para baixo, ao contrário da MG 08, criando um receptor muito mais compacto. A mola externa do retentor foi substituída por um design de mola interna, o bloco da culatra era completamente diferente e os cartuchos gastos caíam na parte inferior do receptor, em vez de serem ejetados para a frente através de um orifício sob a culatra do receptor. Parece não haver nenhuma ação ou partes do receptor intercambiáveis com a MG 08. A alimentação de munição estilo cinta da MG 08 foi fechada em um tambor, a caixa de recuo foi aliviada e a jaqueta de resfriamento foi modificada para resfriamento a ar em vez de água. A cadência de tiro era de 700 tiros/minuto. A correia foi reduzida para 30 mm de largura.

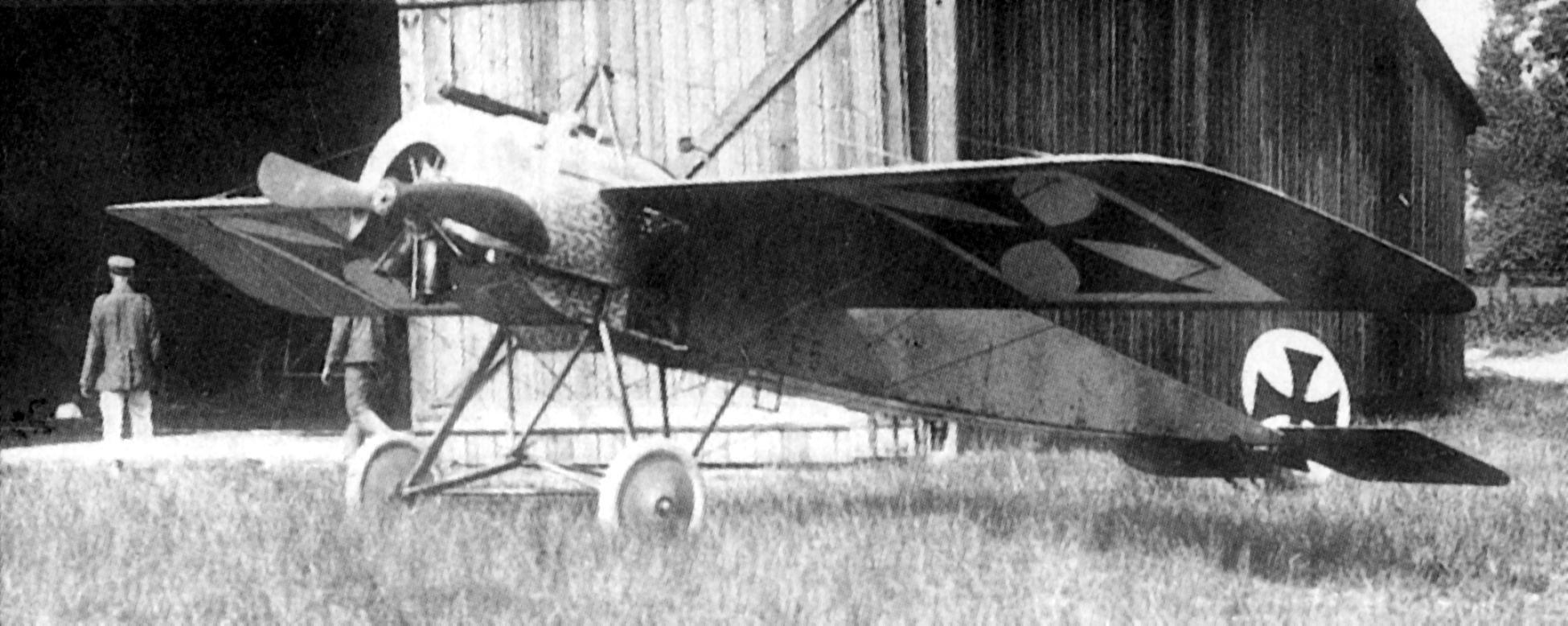
Protótipo do Fokker Eindecker "E.5/15" do Tenente Kurt Wintgens, que usava uma Parabellum MG 14 como armamento sincronizado
em julho de 1915.

Uma MG 14 foi usada no desenvolvimento inicial da versão alemã do mecanismo sincronizador de Anthony Fokker. A MG 14 foi usada com a primeira versão do pioneiro sincronizador Fokker "Stangensteuerung" nos cinco protótipos de pré-produção Fokker "M.5K/MG" e para o Fokker E.I. No entanto, os suprimentos limitados da arma eram mais urgentemente necessários para observadores em aeronaves de reconhecimento e artilheiros defensivos a bordo de Zeppelins e bombardeiros mais pesados que o ar e foi reservado para montagens flexíveis onde sua combinação de peso leve e alta taxa de tiro eram mais úteis. A arma também era temperamental quando usada no "M.5K/MG", como observado por Otto Parschau.

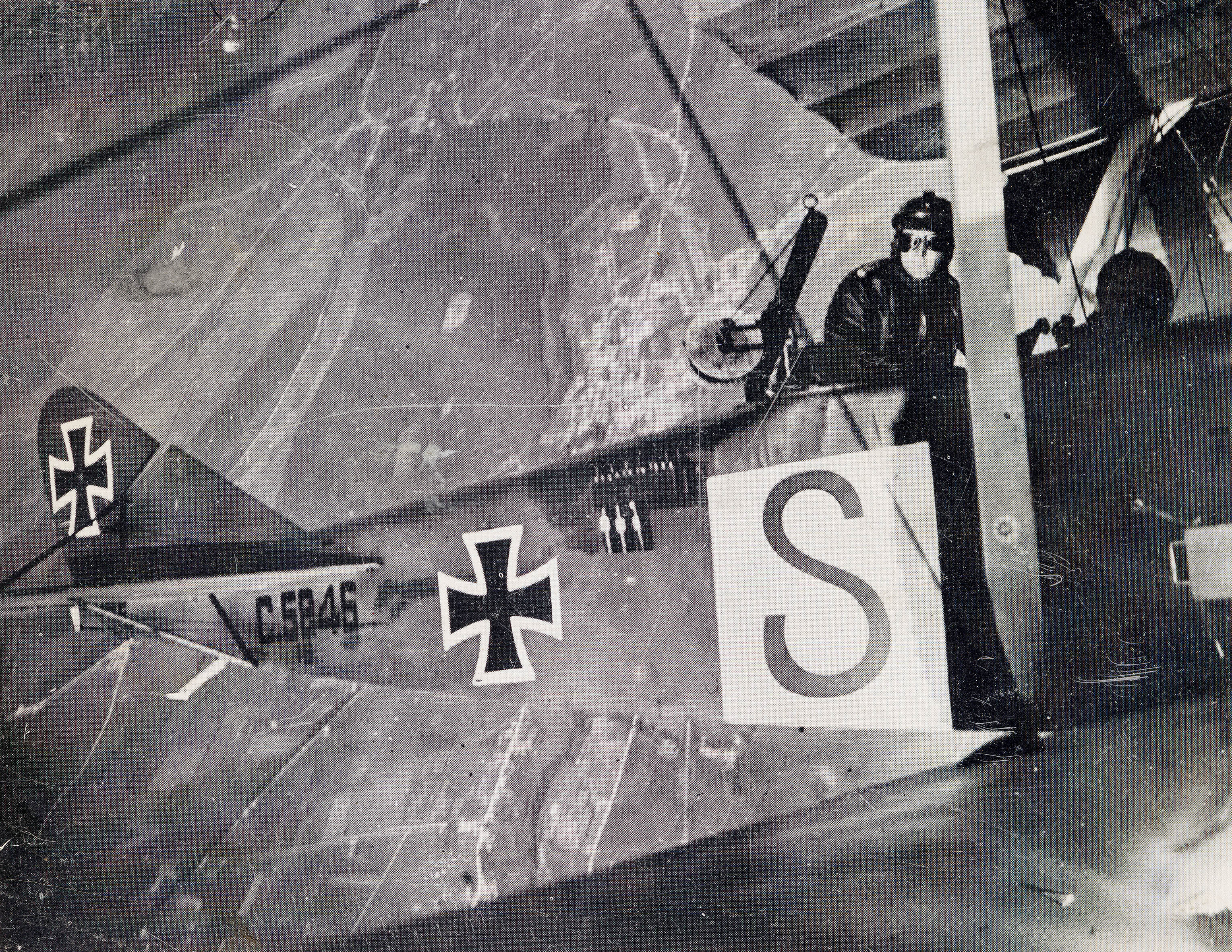
Vista de um DFW C.V (Aviatik) "5845/16" em manobra, com sinalizadores no suporte atrás da cabine do observador e metralhadora Parabellum LMG 14 totalmente armada.

A MG 14 e a subsequente MG 14/17 fizeram uma importante contribuição para os canhões de disparo frontal fixo "LMG 08" e "LMG 08/15", em que sua cinta de munição de pano de 30 mm de largura era compatível com essas armas. Guias de alimentação de munição fixas e a julgar pelas fotografias sobreviventes, as cintas foram usadas exclusivamente pela "Deutsche Luftstreitkräfte" para todas as armas fixas de disparo frontal. Essas cintas podem ser facilmente identificadas por dois ilhoses (em vez de três para as cintas mais largas "MG 08" e "MG 08/15" usadas pelas forças terrestres) e pela falta de aba de latão estendida (também usada pelas armas de solo "MG 08" e "MG 08/15"). Isso não apenas reduziu o peso e o volume, mas também permitiu rampas de esteira vazias muito mais leves e menores, que saíam de todas as "LMG 08" e "LMG 08/15" e desciam para os compartimentos de armazenamento da aeronave. Pelo menos três versões sobrevivem, uma refrigerada a água, uma refrigerada a ar e uma versão 14/17 com mira telescópica 3x.